# انریکه کاپریلس رادنسکی
انریکه کاپریلس رادنسکی (اسپانیایی: Henrique Capriles Radonski‎؛ زاده ۱۱ ژوئیهٔ ۱۹۷۲) یک حقوقدان و سیاستمدار ونزوئلایی است که به عنوان سی و ششمین فرماندار میراندا مشغول به خدمت است. وی متولد ۱۱ ژوئیه ۱۹۷۷ در کاراکاس و فارغ‌التحصیل رشته حقوق از دانشگاه «کاتولیک آندرس بللو» و رشته حقوق مالیاتی از دانشگاه مرکزی ونزوئلا می‌باشد. آغاز فعالیت‌های سیاسی وی به دوران ۲۶ سالگی، یعنی هنگامی که به عنوان جوانترین پارلمانتر ونزوئلا انتخاب شد، بر می‌گردد. بعدها نیز کرسی عضویت در مجلس نمایندگان را در انتخابات پارلمانی ۱۹۸۸ به نمایندگی از حزب دموکرات مسیحی از آن خود کرد و تا اوت ۱۹۹۹ یعنی زمان انحلال مجلس نمایندگان توسط قوهٔ مقننه، منصب معاون کنگره و ریاست مجلس نمایندگان را در اختیار داشت.
وی در سال ۲۰۰۰ حزب «اولین عدالت» را به همراهی سیاستمداران دیگری همچون «جولیو بورگس» و «لئوپولدو لوپز» تأسیس کرد. در انتخابات منطقه‌ای برای شهرداری به موفقیتهایی نائل آمد و در سال ۲۰۰۸ فرماندار میراندا شد. کاپریلس در سال ۲۰۱۲ و همچنین در انتخابات سال ۲۰۱۳ به عنوان کاندیدای اپوزیسیون در مقابل هوگو چاوز و نیکلاس مادورو ظاهر شد.
شکست او در مقابل مادورو در انتخابات ۲۰۱۳، آنهم با اختلافی بسیار نزدیک، جنجال تقلبی بودن آن انتخابات را ایجاد کرد. با وجود داشتن دو کمپین انتخاباتی، او همچنان در انتخابات فرمانداری میراندا پیروز شد و این سمت را حفظ کرد.
کاپریلس رادنسکی از یهودیهای اسپانیایی تبارِ اَشکانزی است و پدر وی از یهودیانی است که در زمان جنگ جهانی دوم از روسیه و لهستان مهاجرت کردند. با اینحال او خود را یک کاتولیک متعصب و عیسی مسیح را بزرگترین قهرمان تاریخ بشر می‌داند. وی در حال حاضر عضو مؤسسهٔ بین‌المللی مالی می‌باشد.
کاپریلس رسماً در ۵ آوریل ۲۰۱۷ به مدت ۱۵ سال از هرگونه فعالیت سیاسی ممنوع شد.

## پیشینه
انریکه کاپریلس در کاراکاس در ۱۱ ژوئیه ۱۹۷۲ به دنیا آمد. والدین او مونیکا کریستینا رودونسکی بوچنیک و هنریکو کاپریلس گارسیا بودند. پدربزرگ و مادر بزرگ او از یهودیان آشکانزی بودند که از روسیه به لهستان بعد از جنگ جهانی دوم مهاجرت کرده بودند. اجداد او توسط آلمان‌ها در کمپ کشتار تربلینکا در خلال جنگ جهانی دوم کشته شدند. مادر بزرگ مادری او لیلی بوچنیک ۲۰ ماه را در محل انزوای جمعی (یهودیان) در ورشو گذراند. جد والدین کاپریلس آرماندو کاپریلس میرستون یک یهودی اسپانیایی تبار بود.

## تحصیلات
کاپریلس در دانشگاه کاتولیک آندرس بللو ثبت نام کرد تا حقوق تجارت را مطالعه کند. او مدرک خود را در سال ۱۹۹۴ دریافت کرد و سپس در دانشگاه مرکزی ونزوئلا ادامه تحصیل داد. او چند سال بعد مدرک لیسانس حقوق دریافت کرد. او مطالعات بیشتری را در آکادمی مالی بین‌المللی IBFD در آمستردام، مرکز آمریکایی مالیات پانامیک در ویترببو و دانشگاه کلمبیا انجام داد. او عضو انجمن مالی بین‌المللی و انجمن جهانی جورج جوان است.

## زندگی سیاسی

### سالهای اولیه و مجلس نمایندگان (از۱۹۹۵ تا ۱۹۹۹)
کاپریلس اولین بار بین سال‌های ۱۹۹۵ و ۱۹۹۸ وارد کار سیاست شد و این زمانی بود که به دایی خود ارماندو کاپریلس در نوشتن قوانین کمیسیون بایکامرال انرژی کنگره جمهوری وقت کمک می‌کرد.
آرماندو که یک پارتیزان حزب دموکرات مسیحی کوپی بود که بعداً برای انریکه امکان کاندیدا شدن برای کرسی مجلس نمایندگان در انتخابات پارلمانی۱۹۹۸ را پیدا کرد و در حالی که انریکه به حزب سوسیال دموکرات کوپی وابسته بود. پذیرفت و به‌طور موفقی یک کرسی در این کنگره به نمایندگی دولت زولیلا را گرفت. او جوانترین عضوی بود که در پارلمان ونزوئلا انتخاب می‌شد و بعداً به معاونت این کنگره و همچنین ریاست مجلس نمایندگان رسید.
در ماه اوت ۱۹۹۹ مجلس قانون اساسی کرسی کاپریلس را ملغی اعلام کرد و این کنگره را منحل نمود. کاپریلس قانون اساسی جدید چاوز را مورد انتقاد قرارداد و در آن زمان گفت این یک قانون اساسی فاسد است که ونزوئلا را عقب مانده و فقیر نگه می‌دارد و در اینحال قدرت متمرکز که به رئیس‌جمهور داده شده را تقبیح نمود.

### شهردار باروتا ۲۰۰۰ تا ۲۰۰۸
کنگره جایش را به مجلس ملی داد و اعضای جدید در یک انتخابات که در سال ۲۰۰۰ برگزار شد، انتخاب شدند. در آن سال کاپریلس حزب سیاسی پریمرو جاستیسیا (عدالت اول) را به همراه سیاستمدارانی همچون جولیو بوگوس و لئوپولدو لوپز تأسیس کرد. البته این حزب پیشتر تحت عنوان انجمن شهری از سال ۱۹۹۲ بنا شده بود. در آن سال (کاپریلس) به دنبال کرسی در این حزب تازه تأسیس شده نبود، اما او و لوپز در پی کسب مقام شهرداری در باروتا و چاکائو از طریق انتخابات شهرداریها در ژوئیه ۲۰۰۰ شدند. در آن سال لوپز با ۵۱ و نیم در صد آرا پیروز شد ولی کاپریلس ۶۲ و ۹ دهم را بدست آورد. در حالیکه بوگوس در مجلس ملی کرسی به دست آورد.
کاپریلس به عنوان شهردار روی کاهش جنایت در منطقه تحت شهرداری خودش و همچنین بازسازی و تعمیرات امور زیربنایی منطقه تمرکز کرد.
در سال ۲۰۰۲ چاوز هدف یک کودتا قرار گرفت که او را پس از یک سلسله تظاهراتهای خشونت بار در ۱۱ آوریل ۲۰۰۲ از کار برکنار کرد. این کودتا به تحریک شهرداریها در مناطقی که جمعیت زیادی در ونزوئلا دارد صورت گرفت و توسط نیروهای ارتشی به نمایندگی از سوی پدرو کارمونا که به عنوان رئیس‌جمهور انتقالی معرفی شد، صورت گرفت. روز بعد به سفارت کوبا در باروتا حمله شد و خرابیهای زیادی از جمله بستن آب و قطع برق و خرد کردن شیشه‌های ساختمان صورت گرفت. در همان روز وزیر کشور نیز دستگیر و زندانی شد.
البته چاوز در روز ۱۳ آوریل ۲۰۰۲ به سر کار برگشت و کاپریلس نیز بخاطر حمله به سفارت کوبا تحت بازپرسی قرار گرفت.

### فرمانداری میراندا (از ۲۰۰۸ تا کنون)
کاپریلس در انتخابات منطقه‌ای سال ۲۰۰۸، توانست در مقابل دیوس دادو کابللو، پست فرمانداری را از آن خود سازد. وی در دوران تصدی این موضع، سرمایه‌گذاری در زمینه تعلیم و تربیت را بدست گرفت و تا سال ۲۰۱۱ توانست ۳۹ مدرسه تأسیس کند که این رقم در مقایسه با دوران فرماندار قبلی که فقط ۸ مدرسه تأسیس کرده بود، رقم قابل توجهی است. کاپریلس در سال ۲۰۱۲ در پیروی از قانون اساسی ونزوئلا که اجازه نمی‌دهد کسی که برای ریاست جمهوری کاندید می‌شود پست فرمانداری هم داشته باشد، این پست را به آدریانا دی الیا واگذار کرد. اما مجدداً در دسامبر همان سال در رقابت با وی، این پست را بدست آورد.
در آوریل ۲۰۱۷ مسئول حسابرسی کل دولت (دادستان کل) به کاپریلس ابلاغ کرد که وی به اتهام سوءاستفاده‌های مالی تا ۱۵ سال حق دایر کردن هر گونه دفتر عمومی یا انجام فعالیت‌های دولتی را ندارد، البته کابریلس این اتهام را رد کرد و در مقابل پاسخ داد «تا زمانیکه مردم فرماندار دیگری را انتخاب نکنند، من همچنان فرماندار قانونی میراندا هستم و از این موضع پایین نخواهم آمد». در هشتم آوریل کمپین تبلیغاتی او با گاز اشک‌آور مورد تهاجم نیروهای دولتی قرار گرفت و بخشی از قسمتهای داخلی ساختمان فرمانداری دچار آتش‌سوزی شد. در تاریخ ۱۱ آوریل، کابریلس به تقلید از کاری که مادورو در مورد خودش کرده بود، حکمی را صادر کرد که طبق آن ماندن در پست فرمانداری را به رفراندوم گذاشت و گفت اگر مردم به او رای ندهند کناره‌گیری خواهد کرد. البته حکمی که دادستان کل به وی ابلاغ کرده بود، او را از شرکت در انتخابات ریاست جمهوری ۲۰۱۸ نیز منع می‌کند.

### انتخابات ریاست جمهوری ۲۰۱۲
«کاپریلس» در انتخابات مقدماتی درون حزبی به عنوان کاندیدای اپوزیسیون انتخاب شد تا در انتخابات ریاست جمهوری مقابل هوگو چاوز قرار گیرد.
بلافاصله تبلیغات رسانه‌های حکومتی و سایر اقدامات چاوز از قبیل خریدن نفراتی در داخل حزب اپوزیسیون یا سایر نهادها در صحنه سیاسی ونزوئلا علیه «کاپریلس» شروع شد. اتهاماتی از همه نوع، از ارتباط با صهیونیسم تا دروغ گفتن به مردم ونزوئلا تا طرح و برنامه برای سیاستهایی غیر از آنچه که در برنامه انتخاباتی اعلام شده بود و حتی اتهام همجنس‌گرایی.
به هر حال مجموعه این اقدامات و تبلیغات باعث شد که در انتخابات۲۰۱۲، «کاپریلس» در برابر چاوز شکست بخورد.

### انتخابات ریاست جمهوری ۲۰۱۳
کاپریلس با رئیس‌جمهور موقت نیکولاس مادورو در انتخابات ریاست جمهوری در ۱۴ آوریل ۲۰۱۳ مواجه شد
رأی‌ها به مادورو داده شد - که از زمان مرگ چاوز نقش رئیس‌جمهور را بر عهده داشت -. کاپریلس نتایج انتخابات را رد کرد، ادعای بی‌نظمی و تقلب در انتخابات را کرد و خواستار بازرسی کامل از نتایج انتخابات شد، مادورو گفت که وی نتایج انتخابات را قبول می‌کند و هیئت انتخابات با تقاضای مخالفان برای بازشماری کامل مخالفت کرد.

### سال ۲۰۱۷
آوریل ۲۰۱۷ در شرایطی که تظاهرات ضد دولتی در کاراکاس برگزار می‌شد، انریکه کاپریلس به جمع معترضان پیوست و با دعوت مخالفان دولت به اتحاد گفت: «وضعیت خیلی وخیم است. آن‌ها در یک مرکز نظامی دادگاه راه انداخته‌اند و همین حالا ۴۰ نفر از ۷۸۰ بازداشت شده را به زندان محکوم کرده‌اند.»
در ژوئن ۲۰۱۷ دادگاه عالی ونزوئلا انریکه کاپریلس را به عنوان رهبر اپوزیسیون این کشور تهدید کرد و هشدار داد که اگر معترضان را از مسدود کردن خیابان‌ها در ایالت میراندا منصرف نکند، بین شش تا ۱۵ ماه زندانی می‌شود. در حکم دادگاه آمده است: «شما باید از ساکنان این ایالت حمایت کنید و از برگزاری نشست یا تظاهرات خیابانی که باعث برهم خوردن عبور و مرور می‌شود، جلوگیری به عمل آورید. «
این تهدیدات به دنبال افزایش تظاهرات ضد دولتی و علیه مادورو است که از اول آوریل ۲۰۱۷ تا ژوئن ۶۰ کشته برجای گذاشت. اعتراضات برای برکناری مادورو و به دلیل حکم دادگاه عالی در کم کردن اختیارات مجلس ملی این کشور است. اپوزیسیون به دولت مادورو به خاطر زندانی کردن مخالفین سیاسی از جمله لئوپولدو لوپز، رهبر اپوزیسیون در تظاهرات ۲۰۱۴ معترض است.

## تجزیه و تحلیل سیاسی
”کاپریلس، فرزند یکی از ثروتمندترین خانواده‌های ونزوئلا است اما اخلاقیات و حرفهای گاهی بی ادبانه او، بازتابی از سبک پوپولیستی چاوز فقید است و او تلاش کرده که دست خود را به سوی هواداران چاوز دراز کند. او به خودش مباهات می‌کند که در نزدیکی وطن مانده، درحالیکه سایرین در اپوزیسیون، در جستجوی کمک، بسرعت به واشینگتن و پایتخت‌های دیگر پرواز کرده‌اند. ”

## زندگی شخصی
کاپریلس به عنوان یک کاتولیک بزرگ شد. والدین او موافقت کردند که فرزندانشان ” تا زمانی که به قدر کافی بزرگ شوند و خودشان تصمیم بگیرند”، ”بعنوان یک مصالحه”، مذهب کاتولیک را بیاموزند.
کاپریلس در دوران بلوغ خود، به عنوان یک کاتولیک پر حرارت، این مسیر را ادامه داد و اظهار داشت که بزرگترین قهرمان او در طول تاریخ، عیسی مسیح بوده‌است.
او همچنین از خویشاوندان میگوئل انجل کاپریلس لوپز، پسر بنیانگذار سازمان رسانه‌ای کادنا کاپریلس است.